# 藤村貞夫
藤村 貞夫（ふじむら さだお、1939年 - ）は、日本の工学者。博士（工学）。東京大学名誉教授。

## 来歴・人物
香川県出身。東京大学工学部応用物理学科卒業。同大学大学院工学系研究科博士課程修了。
専門は、光情報処理、リモートセンシング、放射測温、高次元画像処理などの研究。
2005年度（平成17年度）計測自動制御学会学会賞　受賞論文「多重分光画像における画素内面積比の適応的推定」
［概要］人工衛星や航空機から地表を観測して得られた多重分光画像においては、ひとつの画素内にしばしば複数の対象物（カテゴリー）が混在する。このような場合に、各カテゴリーが画素内に占める面積比を推定しようとすると、まず各カテゴリーのスペクトルを正しく求める必要がある。ところが、別の領域で得られたトレーニングデータから要素スペクトルを求めると、対象とする領域の分光特性に一致しない場合があり、面積比の算出結果に誤差を生じる原因となっていた。本論文では、トレーニングデータを利用せずに、観測データ自身から要素スペクトルを適応的に推定して面積比を算出することを提案した。対象領域の画素を特徴空間に写像し、それらを囲む最小の単体を決定して、その頂点から要素スペクトルを推定した。各カテゴリーの分光特性が領域ごとに変動する場合においても、面積比が正しく推定できることをシミュレーションで確認した。

## 略歴
- 1963年 - 東京大学工学部応用物理学科卒業
- 1968年 - 東京大学大学院工学系研究科博士課程修了
- 1968年 - 東京大学工学部計数工学科助手、講師
- 1973年 - 電気通信大学電気通信学部電波通信学科助教授
- 1978年 - 東京大学工学部助教授
- 1980年-81年 - テネシー大学工学部客員教授
- 1988年 - 東京大学工学部教授
- 2000年 - 東京大学名誉教授
- 2000年 - 帝京平成大学情報学部教授

## 受賞歴
- 2005年 - 計測自動制御学会学会賞

## 編著書
- 『光計測の基礎』（森北出版）（1993年）